# ФК Цхинвали
ФК Спартак је грузијски фудбалски клуб основан 2006, фузијом ФК Цхинвали, који је опстао у својој јединој прволигашкој сезони 2005/2006, али је напустио лигу и Спартак Лазика-2. Игра у 1. лиги од 2007/2008. Званични стадион је у Горију и назива се Тенгиз Буржанадзе.  

## Састав тима 2007/08
(децембар 2008)
| Бр. |         | Позиција | Играч              |
| --- | ------- | -------- | ------------------ |
|     | Русија  | Г        | Бесарион Кодалаев  |
|     | Русија  | Н        | Максим Квиталија   |
|     | Грузија | С        | Зураб Бактуридзе   |
|     | Грузија | С        | Гиорги Дарбаидзе   |
|     | Грузија | С        | Ладо Датунашвили   |
|     | Грузија | О        | Реваз Кемоклидзе   |
|     | Грузија | С        | Гиорги Кеташвили   |
|     | Грузија | С        | Бесик Кашиперидзе  |
|     | Грузија | Н        | Лаша Мамукашвили   |
|     | Грузија | О        | Иракли Чикирашвили |
|     | Грузија | О        | Нукри Гогокиа      |

| Бр. |         | Позиција | Играч              |
| --- | ------- | -------- | ------------------ |
|     | Грузија | О        | Гиорги Текуманидзе |
|     | Грузија | О        | Вактан Кекошвили   |
|     | Грузија | О        | Заза Медоев        |
|     | Грузија | С        | Алан Татаев        |
|     | Грузија | О        | Давид Гоголадзе    |